# Чон Хон Квон
Чон Хон Квон (15 березня 1979) — південнокорейський хокеїст на траві.
Срібний призер Олімпійських Ігор 2000 року.